# 相乗効果
相乗効果（そうじょうこうか、シナジー、英語: synergy）とは、ある要素が他の要素と合わさる事によって単体で得られる以上の結果を上げること。
相乗効果により、全体の効率化が発揮される。経済、社会、など様々な分野で、この効果は測される。主によい意味として使われる為、事故や災害では使われることはない。マイナスの相乗効果が生まれる場合は、アナジー（英語: anergy）と呼ばれる。

## 例
味覚
旨味を持つとされるアミノ酸には、グルタミン酸・イノシン酸・グアニル酸などがある。単体で摂取するよりも、2種類以上を同時に摂取する事で強い旨味を感じる。
『7つの習慣』では、「全体の合計が各部分の和よりも大きくなるということ」と定義され、「男女の結びつきが子供を世にもたらすこと」を一例としている他、以下の例を挙げている。
- 二つの植物を近づけて植える事で、別々に育てるよりもよく成長する。
- 二本の木材を重ねる事で一本一本で支えられる重量の和より、大きな重量を支えることができる。

タンデム自転車は二人で別々に乗る場合と比べ、空気抵抗が抑えられ速度が出る。

## ビジネス（シナジー効果）
企業間同士の活動による相乗効果の多くはシナジー効果と称される。手法としてM&Aや提携など行う。経営者は、余剰の労働力・機材の出ない、新しいビジネスを始める際最初から育てなくて済む、技術・技能を所有する会社も転用し利用範囲を拡大させる事ができる、権利を互いに使える様になる、など、さまざまな効果を期待している。

### シナジー効果の種類
マネジメント・シナジー
新規事業に対する過去の戦略、業務、管理の経験の統合。
投資シナジー
原材料の共同保管、企業間で類似した製品の研究成果の統合。
操業シナジー
相手企業と原材料を一括仕入れする、または施設の共通利用など。
販売シナジー
流通経路や製品の広告などの販売促進活動の統合。